# Bánh hồ đào pêcan
Bánh hồ đào pêcan (tiếng Anh: pecan pie) là một loại bánh làm từ hạt hồ đào pêcan, có thêm trứng, bơ và đường. Một vài biến thể có thể dùng đường nâu, rỉ đường, siro hoặc mật ong. Loại bánh này thường được chế biến trong các dịp lễ hội. Hầu hết các công thức bánh hồ đào đều có thêm muối và vani làm phụ gia, hay là sô-cô-la và rượu whisky ngô. Bánh này ăn kèm với kem tươi hoặc kem vani.
Loại bánh này có nguồn gốc từ khu vực phía nam Hoa Kỳ. Các nhà khảo cổ học tìm ra bằng chứng ở bang Texas cho thấy người Mỹ bản địa đã dùng hạt hồ đào từ 8.000 năm trước. Từ pecan trong tiếng Anh có nguồn gốc từ từ pakani trong tiếng Algonquin, có nghĩa là các loại hạt.
Tại Mỹ, bánh gắn liền với các lễ hội như Giáng Sinh và Tạ ơn.

## Hình ảnh

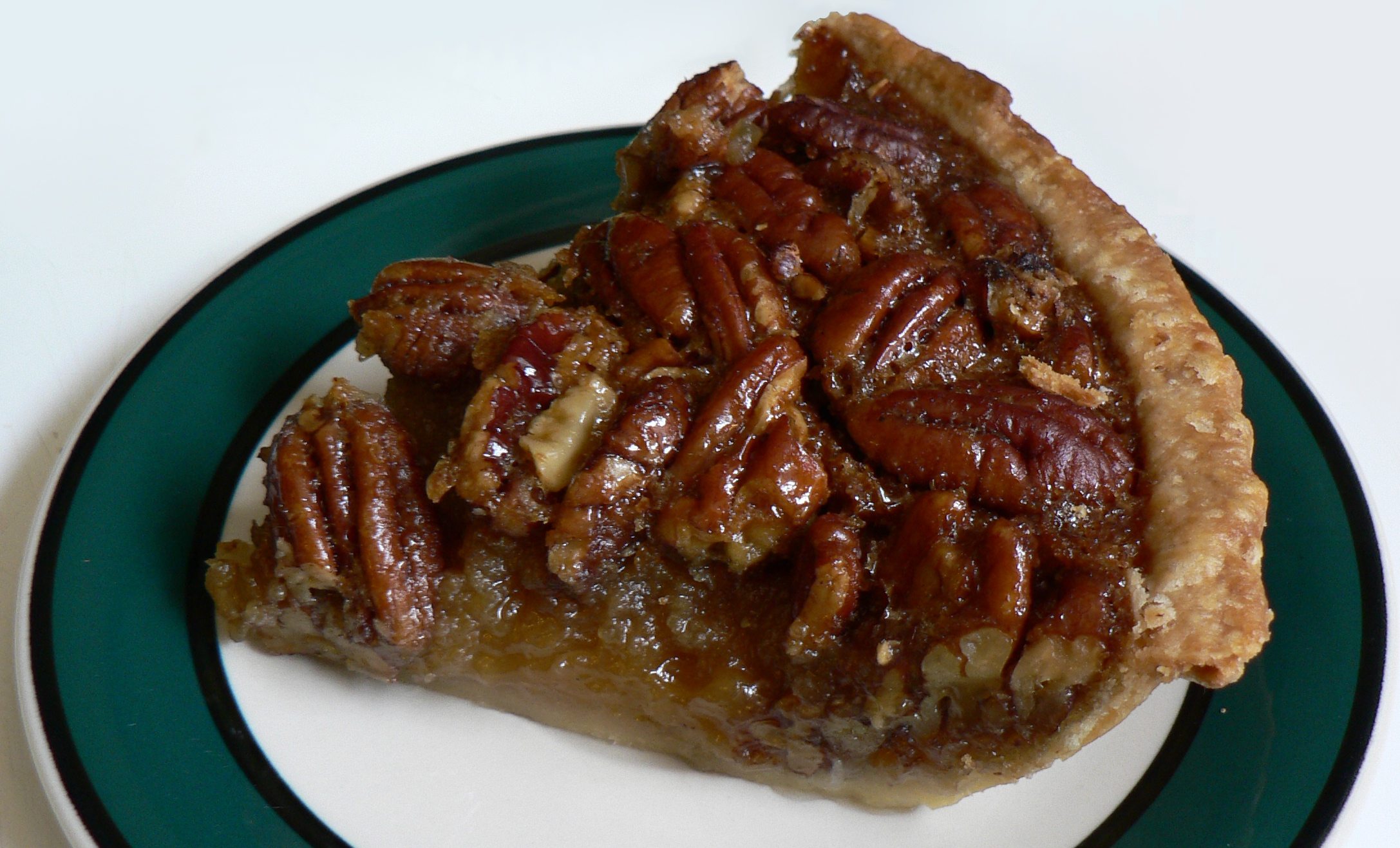
Một miếng bánh thành phẩm
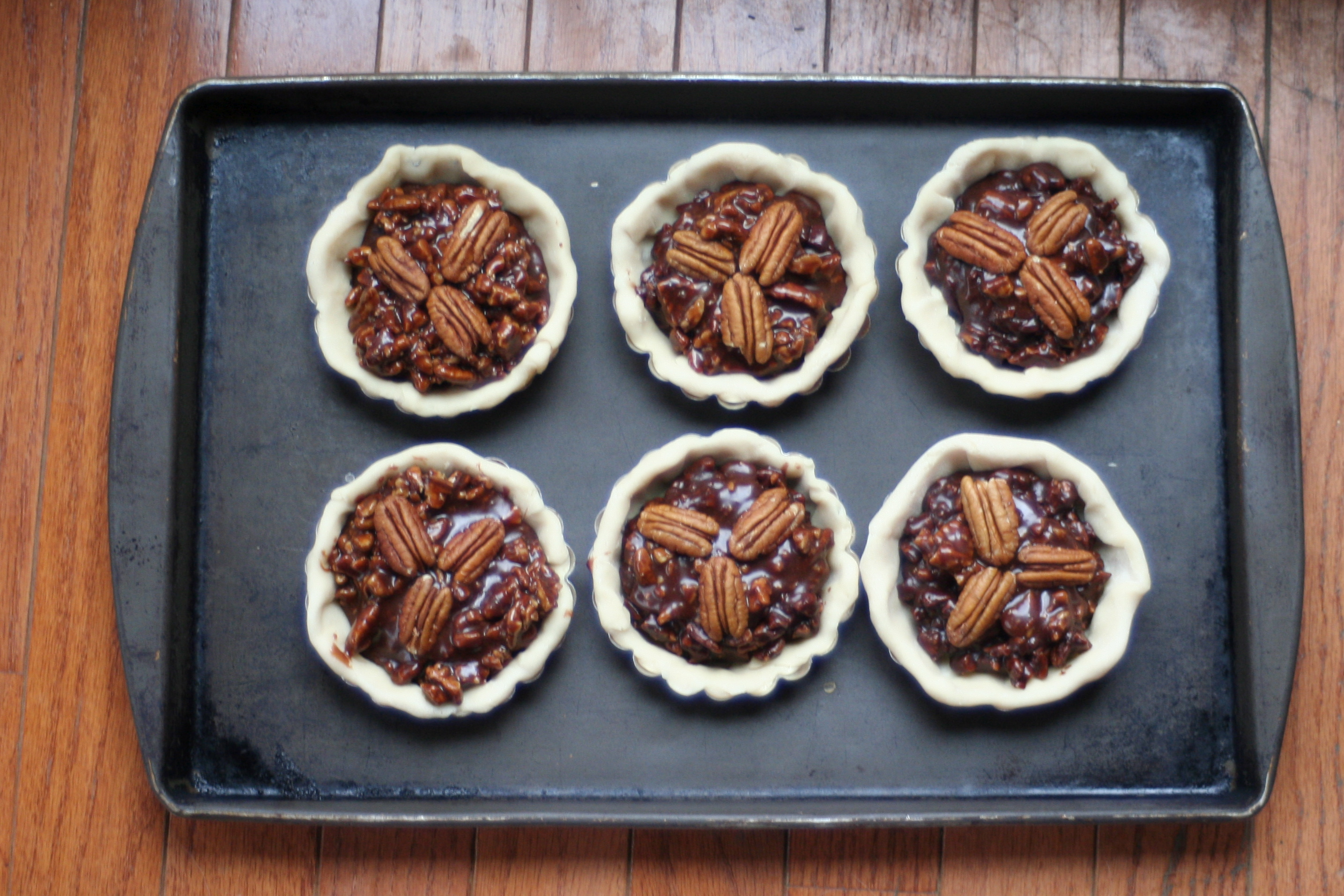
Bánh cho lên khay để nướng